# Ofensywa w Ramadan (2006)
Ofensywa w Ramadan – ofensywa sił koalicji przeprowadzona przeciwko siłom Armii Mahdiego w rejonie centralnego Iraku.
Operacja rozpoczęła się w Ramadan i obejmowała głównie rejon i okolice Bagdadu. Celem sił koalicji było wyparcie rebeliantów z dzielnic które kontrolowały anty amerykańskie bojówki. Cała operacja rozpoczęła się 23 września 2006 roku i brały w niej udział siły armii amerykańskie, irackiej, brytyjskiej, duńskiej oraz salwadorskiej. Pomimo początkowych sukcesów, operacja zakończyła się niepowodzeniem i strategicznym zwycięstwem wojsk Armii Mahdiego dowodzonych przez Abu Hamza al-Muhadżir. 
Do 22 października 2006 roku siły rebelianckie zdobyły kilka dzielnic Bagdadu a także przejęły pełną kontrole nad prowincjami Al-Anbar oraz Babilon. W trakcie ofensywy na ulicach w centralnej części miasta dochodziło do licznych starć pomiędzy zwolennikami Armii Mahdiego a lokalną policją. Fakt ten powodował, że wojska koalicji musiały wspierać irackich funkcjonariuszy co utrudniło i w konsekwencji przeszkodziło w przeprowadzeniu celów operacyjnych które zostały założone przed operacją.
W wyniku ponad miesięcznych strać zginęło 97 amerykańskich żołnierzy, 300 irackich funkcjonariuszy a także dwóch żołnierzy duńskich i po jednym brytyjskim oraz salwadorskim. Straty po stronie rebeliantów ocenia się na 400 zabitych.